# La Ronde des âges
La Ronde des âges est un roman de Madeleine Chapsal publié en 2003 chez Fayard, aujourd'hui en Livre de poche.

## Résumé
En Charente, dans la Saintonge, Camille vient de perdre son mari. Après l'enterrement, Viviane, créatrice de mode aisée, l'emmène dans son manoir pour l'été, avec son équipe de jeunes top-modèles qui font une fête constante. Arrive François, amant de Camille avant son mariage. Puis Camille fait venir Werner. Ils sont tous invités au mariage de Roger avec Floriane, 40 ans plus jeune. À la fin de l'été, Roger fait une fête pour son divorce, Viviane et Werner se marient, et Camille se met avec François.